# Halitiarella nudibulbus
Halitiarella nudibulbus is een hydroïdpoliep uit de familie Protiaridae. De poliep komt uit het geslacht Halitiarella. Halitiarella nudibulbus werd in 2010 voor het eerst wetenschappelijk beschreven door Xu, Huang & Guo. 